# Liu Guoliang
 Liu Guoliang (chinesisch 劉 國樑 / 刘 国梁, Pinyin Liú Guóliáng; * 10. Januar 1976 in Xinxiang) ist ein ehemaliger chinesischer Tischtennisspieler und zweifacher Olympiasieger. Er konnte in seiner Karriere Olympische Spiele, Weltmeisterschaften und den Weltcup gewinnen.

## Werdegang
Liu stammt aus einer vierköpfigen Familie. Er begann mit dem Tischtennis mit sechs Jahren. Im Alter von 20 Jahren konnte er bei den Olympischen Sommerspielen 1996 in Atlanta sowohl im Einzel als auch im Doppel mit Kong Linghui die Goldmedaille gewinnen. Vier Jahre später bei den Olympischen Sommerspielen in Sydney wurde er im Einzel Dritter. Die Goldmedaille ging diesmal an seinen Doppel-Partner Kong Linghui. Mit diesem trat er wiederum im Doppel an und gewann mit ihm die Silbermedaille.
Liu konnte insgesamt neun Medaillen (sechsmal Gold und dreimal Silber) bei Weltmeisterschaften gewinnen. Den Einzeltitel errang er 1999 in Eindhoven, ebenso den Titel im Doppel mit Kong Linghui. Dabei zeigte er als erster Spitzensportler einen Rückhand-Topspin mit Penholder-Schlägerhaltung.
In der Saison 1996/97 spielte Liu in der deutschen Bundesliga beim TTC Jülich, enttäuschte jedoch als in der Mannschaft aufgestellte Nummer eins  mit einer 0:4 Bilanz.
Liu zog sich im Jahr 2002 vom aktiven Sport zurück. Er wurde 2003 zum Trainer der chinesischen Tischtennis-Nationalmannschaft ernannt. Er führte diese bei den Olympischen Sommerspielen 2008 in Peking zum Mannschafts-Gold sowie zu einem Dreifach-Erfolg von Ma Lin, Wang Hao und Wang Liqin im Einzel. Seit Anfang 2013 ist er als General-Cheftrainer verantwortlich für die Erwachsenen und die Jugend.

## Privat
Seit Mitte 2006 ist Liu Guoliang mit der früheren chinesischen Nationalspielerin Wang Jin verheiratet, der Inhaberin der Firma für Tischtennisartikel Guoqiu. Er hat Zwillingstöchter (* 2010). Sein Bruder Liu Guodong trainierte bei der Olympiade 2008 die Damenmannschaft von Singapur; ab 2009 arbeitet er als Nationaltrainer von Indonesien.

## Turnierergebnisse
| Verband | Veranstaltung                      | Jahr | Ort             | Land | Einzel        | Doppel        | Mixed         | Team   |
| ------- | ---------------------------------- | ---- | --------------- | ---- | ------------- | ------------- | ------------- | ------ |
| CHN     | Asienmeisterschaft ATTU            | 1998 | Osaka           | JPN  | Halbfinale    | Gold          | Viertelfinale | Gold   |
| CHN     | Asienmeisterschaft ATTU            | 1996 | Kallang         | SIN  | Silber        | Gold          | Silber        | Silber |
| CHN     | Asienmeisterschaft ATTU            | 1994 | Tianjin         | CHN  | Silber        | Gold          | Halbfinale    | Gold   |
| CHN     | Asienmeisterschaft ATTU            | 1992 | New Delhi       | IND  |               | Halbfinale    | Gold          | Gold   |
| CHN     | Asian Cup                          | 1994 | Shanghai        | CHN  | Halbfinale    |               |               |        |
| CHN     | Asian Cup                          | 1993 | Shunde          | CHN  | Bronze        |               |               |        |
| CHN     | Asienspiele                        | 1998 | Bangkok         | THA  | Silber        | Gold          | Viertelfinale | Gold   |
| CHN     | Asienmeisterschaft ATTU (Junioren) | 1989 | New Delhi       | IND  |               | Silber        |               |        |
| CHN     | ASIA-TOP12                         | 1999 | Kish Island     | IRI  | Viertelfinale |               |               |        |
| CHN     | Olympische Spiele                  | 2000 | Sydney          | AUS  | Bronze        | Silber        |               |        |
| CHN     | Olympische Spiele                  | 1996 | Atlanta         | USA  | Gold          | Gold          |               |        |
| CHN     | Pro Tour                           | 2002 | Fort Lauderdale | USA  | Viertelfinale |               |               |        |
| CHN     | Pro Tour                           | 2002 | Qingdao City    | CHN  | Viertelfinale | Viertelfinale |               |        |
| CHN     | Pro Tour                           | 2002 | Doha            | QAT  | letzte 32     | Viertelfinale |               |        |
| CHN     | Pro Tour                           | 2001 | Farum           | DEN  | Viertelfinale |               |               |        |
| CHN     | Pro Tour                           | 2001 | Skövde          | SWE  | Viertelfinale | letzte 16     |               |        |
| CHN     | Pro Tour                           | 2001 | Yokohama        | JPN  | Viertelfinale | letzte 16     |               |        |
| CHN     | Pro Tour                           | 2001 | Seoul           | KOR  | Halbfinale    | Gold          |               |        |
| CHN     | Pro Tour                           | 2000 | Farum           | DEN  | letzte 32     | Halbfinale    |               |        |
| CHN     | Pro Tour                           | 2000 | Rio de Janeiro  | BRA  | Gold          | Gold          |               |        |
| CHN     | Pro Tour                           | 2000 | Fort Lauderdale | USA  | letzte 32     | Gold          |               |        |
| CHN     | Pro Tour                           | 2000 | Kobe City       | JPN  | Viertelfinale | Gold          |               |        |
| CHN     | Pro Tour                           | 2000 | Chang Chun City | CHN  | Silber        | Viertelfinale |               |        |
| CHN     | Pro Tour                           | 1999 | Linz/Wels       | AUT  | Silber        | Gold          |               |        |
| CHN     | Pro Tour                           | 1999 | Bremen          | GER  | Gold          | Viertelfinale |               |        |
| CHN     | Pro Tour                           | 1999 | Guilin          | CHN  | Viertelfinale |               |               |        |
| CHN     | Pro Tour                           | 1998 | Courmayeur      | ITA  | Gold          | Viertelfinale |               |        |
| CHN     | Pro Tour                           | 1998 | Ji' Nan City    | CHN  | Gold          | Halbfinale    |               |        |
| CHN     | Pro Tour                           | 1998 | Melbourne       | AUS  | Halbfinale    | Gold          |               |        |
| CHN     | Pro Tour                           | 1998 | Wakayama        | JPN  | Silber        | Halbfinale    |               |        |
| CHN     | Pro Tour                           | 1998 | Kota Kinabalu   | MAS  | Halbfinale    | Gold          |               |        |
| CHN     | Pro Tour                           | 1998 | Doha            | QAT  | letzte 16     | Silber        |               |        |
| CHN     | Pro Tour                           | 1997 | Linz            | AUT  | Halbfinale    |               |               |        |
| CHN     | Pro Tour                           | 1997 | Belgrad         | YUG  | Gold          |               |               |        |
| CHN     | Pro Tour                           | 1997 | Zhuhai          | CHN  | letzte 32     | Gold          |               |        |
| CHN     | Pro Tour                           | 1997 | Fort Lauderdale | USA  | Halbfinale    | Halbfinale    |               |        |
| CHN     | Pro Tour                           | 1997 | Rio de Janeiro  | BRA  | Gold          | Gold          |               |        |
| CHN     | Pro Tour                           | 1996 | Kitaku-Shu      | JPN  |               | Viertelfinale |               |        |
| CHN     | Pro Tour                           | 1996 | Xi’an           | CHN  | Halbfinale    | Gold          |               |        |
| CHN     | Pro Tour Grand Finals              | 2000 | Kobe City       | JPN  | Viertelfinale | Viertelfinale |               |        |
| CHN     | Pro Tour Grand Finals              | 1998 | Paris           | FRA  | Silber        | Halbfinale    |               |        |
| CHN     | Pro Tour Grand Finals              | 1997 | Hong Kong       | HKG  | Viertelfinale | Gold          |               |        |
| CHN     | Pro Tour Grand Finals              | 1996 | Tian Jin        | CHN  |               | Viertelfinale |               |        |
| CHN     | Weltmeisterschaft                  | 2001 | Osaka           | JPN  | Viertelfinale | Silber        | Halbfinale    | Gold   |
| CHN     | Weltmeisterschaft                  | 2000 | Kuala Lumpur    | MAS  |               |               |               | Silber |
| CHN     | Weltmeisterschaft                  | 1999 | Eindhoven       | NED  | Gold          | Gold          | Achtelfinale  |        |
| CHN     | Weltmeisterschaft                  | 1997 | Manchester      | ENG  | letzte 64     | Gold          | Gold          | Gold   |
| CHN     | Weltmeisterschaft                  | 1995 | Tianjin         | CHN  | Silber        | Halbfinale    | letzte 64     | Gold   |
| CHN     | Weltmeisterschaft                  | 1993 | Göteborg        | SWE  | letzte 128    | Halbfinale    | keine Teiln.  | Silber |
| CHN     | World Cup                          | 1999 | Xiaolan         | 0    | 5.–8. Platz   |               |               |        |
| CHN     | World Cup                          | 1998 | Shantou         | CHN  | 4             |               |               |        |
| CHN     | World Cup                          | 1997 | Nimes           | FRA  | 5.–8. Platz   |               |               |        |
| CHN     | World Cup                          | 1996 | Nimes           | FRA  | Gold          |               |               |        |
| CHN     | World Cup                          | 1995 | Nimes           | FRA  | Bronze        |               |               |        |
| CHN     | WTC-World Team Cup                 | 1995 | Atlanta         | USA  |               |               |               | 5      |
| CHN     | WTC-World Team Cup                 | 1994 | Nimes           | FRA  |               |               |               | Gold   |